# Маррей Стюарт
Маррей Стюарт  (англ. Murray Stewart, 2 липня 1986) — австралійський веслувальник, олімпієць.

## Виступи на Олімпіадах
| Олімпіада   | Дисципліна                     | Місце |
| ----------- | ------------------------------ | ----- |
| Лондон 2012 | байдарка, 1000 метрів          | 16    |
| Лондон 2012 | байдарка-четвірка, 1000 метрів | 1     |